# Хайнрих II (Сарверден)
Вижте пояснителната страница за други личности с името Хайнрих II.
Хайнрих II фон Сарверден (на немски: Heinrich II von Saarwerden; † март 1286) е граф на Сарверден.

## Произход
Той е син на граф Лудвиг III фон Сарверден († сл. 1246) и съпругата му Агнес фон Саарбрюкен († сл. 1261), дъщеря на граф Хайнрих I фон Цвайбрюкен († 1228) и принцеса Хедвиг от Лотарингия-Бич († сл. 1228), дъщеря на херцог Фридрих I от Лотарингия.

## Фамилия
Хайнрих II се жени за Елизабет фон Майзембург († 1321), дъщеря на Валтер II фон Майзембург († 1262) и Клариса фон Брух († сл. 1270). Те имат децата:
- Йохан I († септември 1310), граф на Сарверден, женен 1309/1310 г. за Фериата фон Лайнинген († 1314/1315)
- Николаус († сл. 24 декември 1379), архидякон в Марзал
- Рюдингер († сл. 8 юни 1317)
- Агнес, омъжена за Хайнрих IV фон Флекенщайн, господар на Боланден († 1305)